# عضو مجلس الولاية
عضو مجلس الولاية (بالإنجليزية: State Senator)‏ هو عضو المجلس التشريعي، وهو المجلس الأعلى في المجلسين التشريعيين في 49 ولاية أمريكية، أو عضو مجلس ولاية نبراسكا ذي الغرفة الواحدة.
هنالك عدد أقل من الأعضاء في المجلس الأعلى مقارنة بالمجلس الأدنى.
هذا النظام تغير عام 1963، عندما حكمت المحكمة العليا للولايات المتحدة بأن يوزع المجلس التشريعي مقاعده بنسب معينة بحسب السكان.